# Bill Woolsey
William Tripp (Bill) Woolsey (Honolulu, 13 september 1934 – 25 juni 2022) was een Amerikaans zwemmer.

## Biografie
Tijdens de Olympische Zomerspelen van 1952 won Woolsey de gouden medaille op de 4x200 meter vrije slag estafette in een wereldrecord.
Vier jaar later moest Woolsey genoegen nemen met de zilveren medaille.

## Internationale toernooien
| Jaar | Olympische Spelen                                            | Pan-Amerikaanse Spelen |
| ---- | ------------------------------------------------------------ | ---------------------- |
| 1952 | 4×200m vrije slag · 13e 1500m vrije slag                     |                        |
| 1955 |                                                              | geen deelname          |
| 1956 | 4×200m vrije slag · 6e 100m vrije slag · 10e 400m vrije slag |                        |
| 1959 |                                                              | 100m vrije slag        |

1908: Derbyshire, Radmilovic, Foster, Taylor ·
1912: Healy, Champion, Boardman, Hardwick ·
1920: McGillivray, Kealoha, Ross, Kahanamoku ·
1924: O'Connor, Glancy, Breyer, Weissmuller ·
1928: Clapp, Laufer, Kojac, Weissmuller ·
1932: Miyazaki, Yusa, Yokoyama, Toyoda ·
1936: Yusa, Sugiura, Taguchi, Arai ·
1948: Ris, McLane, Wolf, Smith ·
1952: Moore, Woolsey, Konno, McLane ·
1956: O'Halloran, Devitt, Rose, Henricks ·
1960: Harrison, Blick, Troy, Farrell ·
1964: Clark, Saari, Ilman, Schollander ·
1968: Nelson, Rerych, Spitz, Schollander ·
1972: Kinsella, Tyler, Genter, Spitz ·
1976: Bruner, Furniss, Naber, Montgomery ·
1980: Kopljakov, Salnikov, Stoekolkin, Krylov ·
1984: Heath, Larson, Float, Hayes ·
1988: Dalbey, Cetlinski, Gjertsen, Biondi ·
1992: Lepikov, Pysjnenko, Tajanovitsj, Sadovy ·
1996: Davis, Hudepohl, Schumacher, Berube ·
2000: Thorpe, Klim, Pearson, Kirby ·
2004: Phelps, Lochte, Vanderkaay, Keller ·
2008: Phelps, Lochte, Berens, Vanderkaay ·
2012: Lochte, Dwyer, Berens, Phelps ·
2016: Dwyer, Haas, Lochte, Phelps ·
2020: Dean, Guy, Richards, Scott ·
2024: Guy, Dean, Richards, Scott